# Chitato
Chitato és un municipi de la província de Lunda-Nord. Té una població de 195.655 habitants. Comprèn les comunes de Luachimo (ciutat de Dundo) i Lóvua. Limita al Nord amb la República Democràtica del Congo, a l'est amb el municipi de Cambulo, al sud amb el municipi de Lucapa, i a l'oest amb el municipi de Cuílo. És servida per l'aeroport de Chitato
Es troba vora 10 km de la frontera entre Angola i la República Democràtica del Congo. Forma part d'una regió força rica en diamants.

## Agermanaments
- Campinas[2]
- Murça[3]